# 拉木·嘎吐萨
拉木·嘎吐萨（1962年—），出生于云南，中国散文家、纳西学家。
生于云南省一个摩梭山寨。1985年毕业于云南师范大学中文系，分到丽江地区群众艺术馆工作。1990年调云南省社会科学院少数民族文学研究所从事文学研究。中国少数民族作家协会会员、中国作家协会云南分会会员、中国民间文艺家协会云南分会会员。
1983年开始在《民族文学》、《边疆文艺》、《青春》、《萌芽》、《散文世界》等刊物上发表诗歌散文。1991年，云南人民出版社出版其散文集《母亲的湖》。其中，散文《泸沽湖，我的故乡》获第三届全国少数民族文学创作评奖优秀散文奖、《父亲的情人》获云南省文学创作基金奖。1994年获庄重文文学奖。